# 彼得斯科納 (亞利桑那州)
彼得斯角（英語：Peters Corner）是位於美國亞利桑那州皮納爾縣的一個非建制地區。該地的面積和人口皆未知。

## 地理
彼得斯角的座標為32°52′33″N 112°02′55″W / 32.87583°N 112.04861°W，而該地的平均海拔高度為421米（即1321英尺）。